# Dead Island
Dead Island é um RPG de ação em primeira pessoa desenvolvido pela Techland e publicado pela Deep Silver, lançado em 2011 para Microsoft Windows, OS X, PlayStation 3 e Xbox 360. O jogo consiste em sobreviver em uma ilha de mundo aberto infestada por zumbis. O jogo foi lançado na América do Norte em 6 de setembro de 2011 e para Pal em 9 de setembro de 2011. O jogo foi banido na Alemanha, que proibiu sua venda e importação. A desenvolvedora Deep Silver lançou Dead Island: Riptide, com os mesmos personagens, agora em outra ilha, também infestada de zumbis.
Em 2014, durante o evento promovido anualmente pela Gamescom, a Deep Silver relevou a continuação do primeiro jogo, chamada Dead Island 2, com data de lançamento para o segundo trimestre de 2015, dando continuidade aos eventos ocorridos no primeiro jogo e do seu respectivo spin-off, Escape Dead Island.

## Enredo
O jogo se passa na ilha ficcional de Banoi, na costa da Nova Guiné, local que possui um grande resort tropical. O jogo começa quando os personagens são acordados, de ressaca, na manhã após uma longa festa, por uma voz do sistema de emergência, que os ajuda a fugir do hotel. Lá, eles descobrem que a população da ilha foi infectada por um vírus, que os transformou em zumbis. Após serem atacados, eles são salvos pelo salva-vidas local, Sinamoi, que acredita que os quatro são imunes ao vírus. Depois, os sobreviventes são obrigados a fazer inúmeras tarefas para se manterem vivos enquanto esperam que o resgate os tire daquela ilha.

## Personagens
O jogo se foca em quatro personagens principais, que são:
- Xian (voz de Kim Mai Guest) - Uma recepcionista do Royal Palms Resort, nascida e criada na China; e que foi trabalhar na ilha de Banoi para conhecer outras pessoas e culturas, alimentando seu sonho de viajar pelo mundo. Entretanto, na verdade ela é uma agente do governo chinês enviada para espionar mafiosos no resort; e suas especialidades são armas brancas leves (facas, katanas, machetes, etc.);
- Sam B (voz de Phil LaMarr) - Um rapper que só conseguiu um hit em sua carreira. Ele aceita o convite de cantar sua música em uma festa no resort, acreditando que dessa forma salvaria sua carreira, quase destruída por abuso de álcool e drogas. Tendo uma característica física forte, suas especialidades são armas pesadas (martelos, machados, etc.);
- Logan Carter (voz de David Kaye) - Um ex-jogador profissional de futebol americano, que no auge da sua carreira se envolveu em uma corrida ilegal de carros, causando um acidente que acabou fraturando seu joelho e matando uma mulher, impedindo-o de voltar a jogar. Ele acabou deixando que uma campanha de doação de sangue usasse seu nome em troca de uma viagem com tudo pago para Banoi. Tem ótima mira; e suas especialidades são armas jogáveis (molotovs, facas, etc.);
- Purna (voz de Peta Johnson) - Uma ex-oficial de polícia que foi expulsa da corporação após atirar em um molestador que poderia não ser preso por ser rico e influente. Depois, passou a trabalhar como segurança para pessoas ricas por todo o mundo; e suas especialidades são armas de fogo (pistolas, sub-metalhadoras, escopetas, etc.);
- Há muitos outros personagens que têm suas historias secundárias, classificadas em determinadas partes do jogo.

## Recepção
Dead Island recebeu em sua maioria críticas positivas. No Metacritic, recebeu 80/100 (PC) e 71/100 (PS3 e Xbox 360). Já o IGN deu 8.0, criticando a apresentação, os bugs e os loadings, mas aprovando a atmosfera e envolvimento geral do jogador com o jogo.

## Filme
Em 27 de setembro de 2011, a produtora Lionsgate anunciou que havia adquirido os direitos para produzir um filme baseado no trailer de lançamento do jogo, que retrata uma família lutando por suas vidas no quarto do hotel. O filme será produzido por Sean Daniel.